# Jyamire (Palpa)
Jyamire (nep. ज्यामिरे) – gaun wikas samiti w zachodniej części Nepalu w strefie Lumbini w dystrykcie Palpa. Według nepalskiego spisu powszechnego z 2001 roku liczył on 507 gospodarstw domowych i 3709 mieszkańców (1923 kobiet i 1786 mężczyzn).